# Hylomantis psilopygion
Hylomantis psilopygion és una espècie de granota que es troba a Colòmbia i l'Equador.
Està amenaçada d'extinció per la pèrdua del seu hàbitat natural.